# スターリン暴落

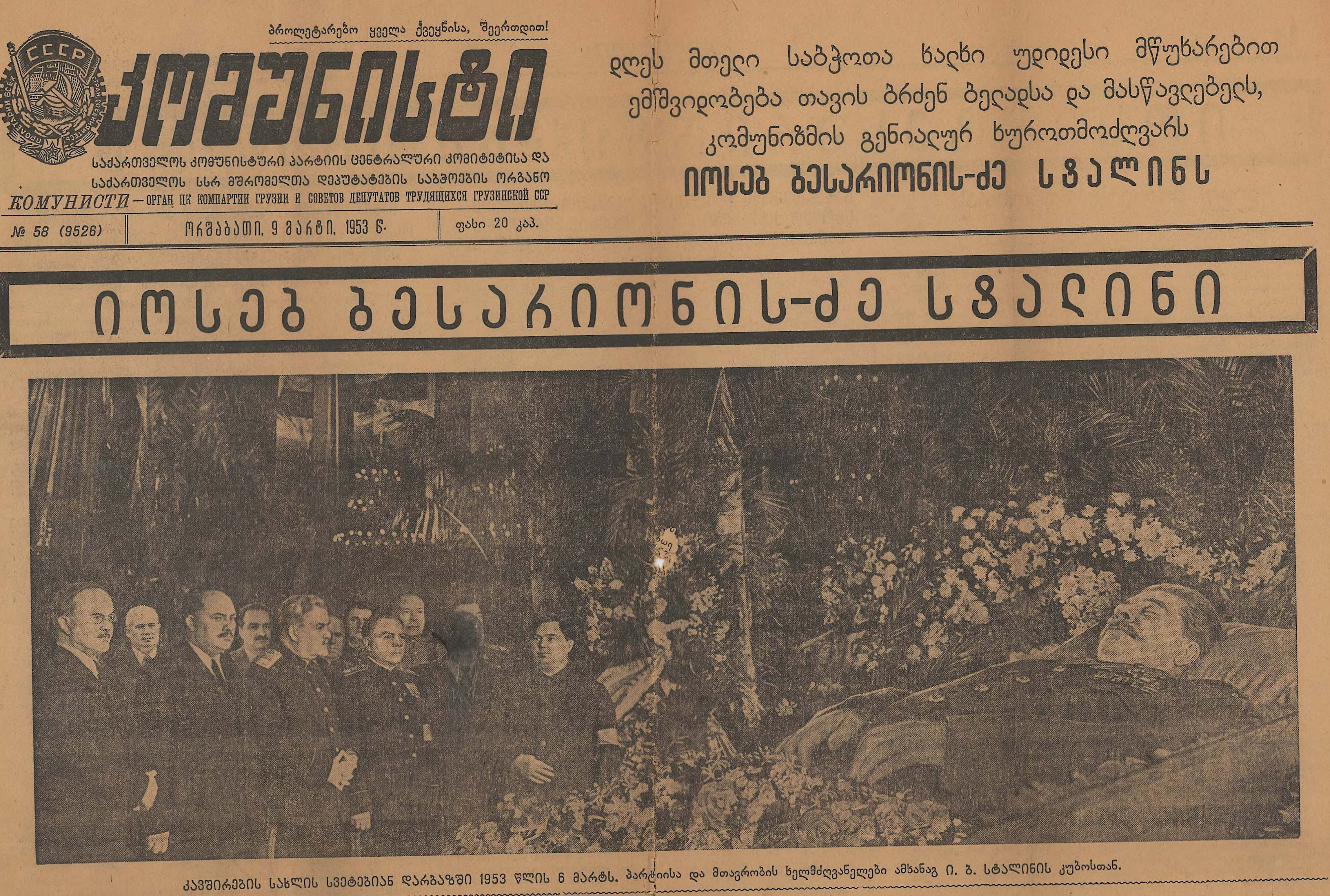
スターリンの死を報じるグルジアの新聞記事

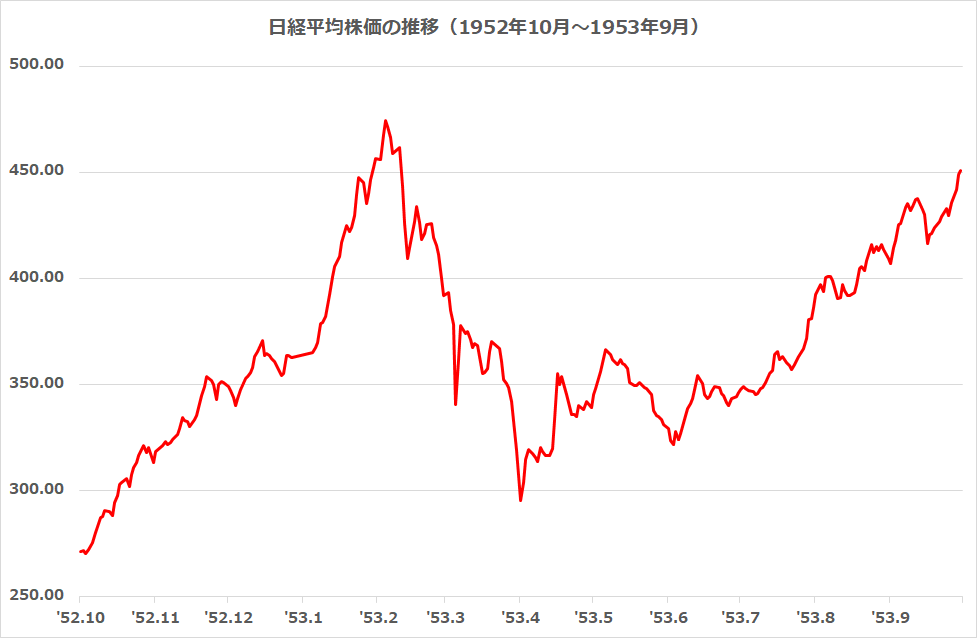
日経平均株価の推移（1952年10月～1953年9月）

スターリン暴落（スターリンぼうらく、Stalin break）とは、1953年3月5日にソビエト連邦の最高指導者ヨシフ・スターリンの死去を契機に起こった株価暴落のこと。スターリン・ショックとも言われる。

## 株価の暴落
1952年末の時点で、日本では朝鮮特需による戦後復興と株式市場のバブルに沸いていた。
1953年3月1日、ソ連の指導者ヨシフ・スターリンはラヴレンチー・ベリヤ、ゲオルギー・マレンコフ、ニコライ・ブルガーニン、ニキータ・フルシチョフら側近と会食後、寝室で脳卒中の発作で倒れた。4日後の1953年3月5日には危篤状態に陥り、74歳で死去した。スターリンの死は社会主義陣営各国に大きな衝撃を与えた。
日本では3月4日にスターリン重体のニュースが伝わり、翌5日の朝刊で死去が報じられた。当日の日経平均株価は、前日比37円80銭安、下落率10.00%の大幅下落となる344円41銭となった。政治体制が異なる日本でこの下落が起こったのは、スターリンの死をきっかけにソ連が政策転換を行うことで平和が到来するのではないかと予想され、軍需株が大暴落したためである。朝鮮戦争の終結が早まり、当時日本経済の急速な復興を支えた朝鮮特需が終結することが予想され、主力株や軍需関連株を中心に売りが殺到したことが原因となっている。
また、下落率10.00%は当時最大であり、1987年のブラックマンデーまで34年間破られることはなかった。2020年10月現在では2020年の株価大暴落を含め戦後5番目の下落率である。

## 株価暴落の影響
スターリン暴落の翌日、1953年3月6日には日経平均株価は急反発、戦後8番目である6.31%の上昇率を記録し361円88銭まで値を戻した。しかし、3月5日の暴落をきっかけに日本では株式投資ブームが終わり、株価は徐々に低迷し始めた。1953年3月30日には戦後8番目の下落率6.73%を記録し318円96銭をつけ、1953年4月には295円まで株価を下げた。1953年4月16日には戦後7番目の6.41%の上昇率を記録し355円03銭まで値を戻したが、1953年5月21日 - 6月3日には12営業日連続で株価が続落した。これは当時2番目の長さで、2008年10月現在戦後3番目の長さである。この間の下落率は8.29%（350円15銭から321円79銭）であった。
スターリンの死から4ヵ月後の1953年7月27日には朝鮮戦争の停戦が宣言されると、日本経済は朝鮮特需が終結し、反動による不況期に突入した。この不況期を経て、日本は神武景気に突入する。